# Klotzschia rhizophylla
Klotzschia rhizophylla är en flockblommig växtart som beskrevs av Ignatz Urban. Klotzschia rhizophylla ingår i släktet Klotzschia och familjen flockblommiga växter. Inga underarter finns listade i Catalogue of Life.